# Open de Haining de snooker 2015
L'Open de Haining 2015 est un tournoi de snooker classé mineur, qui s'est déroulé du 19 au 23 octobre 2015 au Sports Center de Haining en Chine. 

## Déroulement
Il s'agit de la quatrième épreuve du championnat européen des joueurs, une série de tournois disputés en Europe (6 épreuves) et en Asie (1 épreuve), lors desquels les joueurs doivent accumuler des points afin de se qualifier pour la grande finale à Manchester.
La compétition rassemble 149 participants, dont 128 ont atteint le tableau final. Le vainqueur remporte un prix de 13 500 £.
Le tournoi est remporté par Ding Junhui qui a battu Ricky Walden en finale 4 manches à 3. Il s'agit du dix-neuvième titre professionnel de Ding, son premier depuis 16 mois.

## Dotation
La répartition des prix est la suivante :
- Vainqueur : 13 500 £
- Finaliste : 6 500 £
- Demi-finaliste : 3 500 £
- Quart de finaliste : 1 750 £
- 8èmes de finale : 1 300 £
- 16èmes de finale : 800 £
- Deuxième tour : 400 £
- Dotation totale : 70 000 £

## Phases finales
|  | Quarts de finale au meilleur des 7 manches | Quarts de finale au meilleur des 7 manches | Quarts de finale au meilleur des 7 manches |              |                | Demi-finales au meilleur des 7 manches | Demi-finales au meilleur des 7 manches | Demi-finales au meilleur des 7 manches |  |  | Finale au meilleur des 7 manches | Finale au meilleur des 7 manches | Finale au meilleur des 7 manches |
|  |                                            |                                            |                                            |              |                |                                        |                                        |                                        |  |  |                                  |                                  |                                  |
|  |                                            | Ding Junhui                                | 4                                          |              |                |                                        |                                        |                                        |  |  |                                  |                                  |                                  |
|  |                                            | Zhang Anda                                 | 3                                          |              |                |                                        |                                        |                                        |  |  |                                  |                                  |                                  |
|  |                                            | Zhang Anda                                 | 3                                          |              | Ding Junhui    | 4                                      |                                        |                                        |  |  |                                  |                                  |                                  |
|  |                                            |                                            |                                            |              | Ding Junhui    | 4                                      |                                        |                                        |  |  |                                  |                                  |                                  |
|  |                                            |                                            | Jimmy Robertson                            | 2            |                |                                        |                                        |                                        |  |  |                                  |                                  |                                  |
|  |                                            | Jimmy Robertson                            | Jimmy Robertson                            | 2            | 4              |                                        |                                        |                                        |  |  |                                  |                                  |                                  |
|  |                                            | Jimmy Robertson                            |                                            |              | 4              |                                        |                                        |                                        |  |  |                                  |                                  |                                  |
|  |                                            | Thepchaiya Un-Nooh                         | 3                                          |              |                |                                        |                                        |                                        |  |  |                                  |                                  |                                  |
|  |                                            |                                            |                                            |              |                |                                        |                                        |                                        |  |  |                                  | Ding Junhui                      | 4                                |
|  |                                            |                                            |                                            | Ricky Walden | 3              |                                        |                                        |                                        |  |  |                                  |                                  |                                  |
|  |                                            | Ben Woollaston                             | 2                                          |              |                |                                        |                                        |                                        |  |  |                                  |                                  |                                  |
|  |                                            | Robert Milkins                             | 4                                          |              |                |                                        |                                        |                                        |  |  |                                  |                                  |                                  |
|  |                                            | Robert Milkins                             | 4                                          |              | Robert Milkins | 1                                      |                                        |                                        |  |  |                                  |                                  |                                  |
|  |                                            |                                            |                                            |              | Robert Milkins | 1                                      |                                        |                                        |  |  |                                  |                                  |                                  |
|  |                                            |                                            | Ricky Walden                               | 4            |                |                                        |                                        |                                        |  |  |                                  |                                  |                                  |
|  |                                            | Leo Fernandez                              | Ricky Walden                               | 4            | 1              |                                        |                                        |                                        |  |  |                                  |                                  |                                  |
|  |                                            | Leo Fernandez                              |                                            |              | 1              |                                        |                                        |                                        |  |  |                                  |                                  |                                  |
|  |                                            | Ricky Walden                               | 4                                          |              |                |                                        |                                        |                                        |  |  |                                  |                                  |                                  |

## Finale
| Finale au meilleur des 7 manches Arbitre : Peggy Li |                          |                         |
| Ding Junhui Chine                                   | 4 - 3 ( - )              | Ricky Walden Angleterre |
| 0 82                                                | Centuries Meilleur break | 0 79                    |
| Ding Junhui remporte l'Open d'Haining 2015          |                          |                         |